# 沙本之大闇見戸売
沙本之大闇見戸売（さほのおおくらみとめ）は、記紀に登場する女性。日子坐王（＝開化天皇皇子）の妃。子に沙本毘古王・袁耶本王・室毘古（むろびこ）王・沙本毘売命（＝垂仁天皇皇后）がいる。
母は春日建国勝戸売（かすがのたけくにかつとめ）と呼ばれており、この一族は春日野から佐保一帯の大和盆地北部と深い関係をもつ豪族だったと考えられている。

## 鎮座地
- 闇見神社　福井県三方上中郡若狭町成願寺字手洗水12-7